# Ecuadoraans voetbalelftal in 1981
Het Ecuadoraans voetbalelftal speelde in totaal zes interlands in het jaar 1981, waaronder vier duels in de kwalificatiereeks voor het WK voetbal 1982 in Spanje. De ploeg stond onder leiding van de Braziliaan Otto Vieira (twee duels) en vervolgens de Uruguayaan Juan Eduardo Hohberg (vier duels).

## Balans
| Wedstrijden | Wedstrijden | Wedstrijden | Wedstrijden | Doelpunten | Doelpunten | Doelpunten | Punten |
| Gespeeld    | Winst       | Gelijk      | Verlies     | Voor       | Tegen      | Saldo      | Punten |
| ----------- | ----------- | ----------- | ----------- | ---------- | ---------- | ---------- | ------ |
| 6           | 1           | 1           | 4           | 3          | 14         | –11        | 0.500  |

## Interlands
|                                                       |                    |       |                                                                 |                                                                                             |
| 28 januari Vriendschappelijk № 124 «onderlinge duels» | Ecuador            | 1 – 3 | Bulgarije                                                       | Estadio Olímpico Atahualpa, Quito Toeschouwers: 20.000 Scheidsrechter: Adolfo Quirola (ECU) |
| 28 januari Vriendschappelijk № 124 «onderlinge duels» | Ernesto Mesías 34' |       | 30' Georgi Slavkov 33' Chavdar Tsvetkov 78' Kostadin Kostadinov | Estadio Olímpico Atahualpa, Quito Toeschouwers: 20.000 Scheidsrechter: Adolfo Quirola (ECU) |

|                                                        |         |                                                                                      |          |                                                                                             |
| 14 februari Vriendschappelijk № 125 «onderlinge duels» | Ecuador | 0 – 6                                                                                | Brazilië | Estadio Olímpico Atahualpa, Quito Toeschouwers: 30.000 Scheidsrechter: Jorge Orellana (ECU) |
| 14 februari Vriendschappelijk № 125 «onderlinge duels» |         | 24' Reinaldo 28' Sócrates 35' Reinaldo 48' (e.d.) John Landeta 65' Zico 81' Sócrates |          | Estadio Olímpico Atahualpa, Quito Toeschouwers: 30.000 Scheidsrechter: Jorge Orellana (ECU) |

|                                                 |                   |       |          |                                                                                     |
| 17 mei WK-kwalificatie № 126 «onderlinge duels» | Ecuador           | 1 – 0 | Paraguay | Estadio Modelo, Guayaquil Toeschouwers: 55.000 Scheidsrechter: Luis Barrancos (BOL) |
| 17 mei WK-kwalificatie № 126 «onderlinge duels» | Lupo Quiñónez 48' |       |          | Estadio Modelo, Guayaquil Toeschouwers: 55.000 Scheidsrechter: Luis Barrancos (BOL) |

|                                                 |         |       |       |                                                                                      |
| 24 mei WK-kwalificatie № 127 «onderlinge duels» | Ecuador | 0 – 0 | Chili | Estadio Modelo, Guayaquil Toeschouwers: 49.000 Scheidsrechter: Juan Cardellino (URU) |
| 24 mei WK-kwalificatie № 127 «onderlinge duels» |         |       |       | Estadio Modelo, Guayaquil Toeschouwers: 49.000 Scheidsrechter: Juan Cardellino (URU) |

|                                                 |                                                                  |       |                   |                                                                                              |
| 31 mei WK-kwalificatie № 128 «onderlinge duels» | Paraguay                                                         | 3 – 1 | Ecuador           | Estadio de Puerto Sajonia, Asunción Toeschouwers: 37.000 Scheidsrechter: Roque Cerullo (URU) |
| 31 mei WK-kwalificatie № 128 «onderlinge duels» | Miguel Michelagnoli 47' Eugenio Morel 64' Julio César Romero 81' |       | 88' Wilson Nieves | Estadio de Puerto Sajonia, Asunción Toeschouwers: 37.000 Scheidsrechter: Roque Cerullo (URU) |

|                                                  |                                     |       |         |                                                                                            |
| 14 juni WK-kwalificatie № 129 «onderlinge duels» | Chili                               | 2 – 0 | Ecuador | Estadio Nacional, Santiago Toeschouwers: 72.290 Scheidsrechter: Gilberto Aristizábal (COL) |
| 14 juni WK-kwalificatie № 129 «onderlinge duels» | Carlos Rivas 10' Carlos Caszely 50' |       |         | Estadio Nacional, Santiago Toeschouwers: 72.290 Scheidsrechter: Gilberto Aristizábal (COL) |

## Statistieken
| Carlos Delgado      | 1950-02-07 | CD El Nacional           | 4 | 0 | 0 | 21 | 0 |
| Edgar González      | 1952-08-24 | Everest Guayaquil        | 1 | 0 | 0 | 1  | 0 |
| Freddy Valdiviezo   | 0000-00-00 | Vlag van Ecuador         | 1 | 0 | 0 | 1  | 0 |
| Verdediging         |            |                          |   |   |   |    |   |
| Flavio Perlaza      | 1952-10-07 | Barcelona SC             | 5 | 0 | 0 | 13 | 1 |
| Ecuador Figeroa     | 1953-03-18 | LDU Quito                | 4 | 0 | 0 | 12 | 0 |
| Orly Klinger        | 1956-10-10 | Club 9 de Octubre        | 3 | 1 | 1 | 4  | 1 |
| Fausto Carrera      | 1950-03-12 | CD Universidad Católica  | 3 | 0 | 0 |    |   |
| Luis Corrales       | 0000-00-00 | LDU Quito                | 1 | 1 | 0 |    |   |
| John Landeta        | 0000-00-00 | CD Universidad Católica  | 1 | 0 | 0 |    |   |
| Duval Altafuya      | 1952-07-06 | Everest Guayaquil        | 1 | 0 | 0 |    |   |
| Carlos Carrion      | 1957-06-20 | América de Quito         | 0 | 1 | 0 |    |   |
| Middenveld          |            |                          |   |   |   |    |   |
| José Villafuerte    | 1956-11-07 | CD El Nacional           | 5 | 0 | 0 | 22 | 2 |
| Belford Parraga     | 0000-00-00 | Club 9 de Octubre        | 5 | 0 | 0 |    |   |
| Wilson Nieves       | 1954-02-28 | CD El Nacional           | 4 | 0 | 1 |    |   |
| José Francisco Paes | 1946-03-26 | Barcelona SC             | 4 | 0 | 0 |    |   |
| Digner Valencia     | 1960-10-31 | Barcelona SC             | 3 | 0 | 0 | 3  | 0 |
| Ernesto Mesías      | 1952-02-01 | CD Everest               | 2 | 0 | 1 |    |   |
| Carlos Torres       | 1951-08-15 | Barcelona SC             | 2 | 0 | 0 | 12 | 2 |
| Gorky Revello       | 1957-08-06 | CD Técnico Universitario | 1 | 1 | 0 |    |   |
| Luis Granda         | 1955-07-02 | CD El Nacional           | 1 | 1 | 0 |    |   |
| Juan Madruñero      | 1954-04-26 | Barcelona SC             | 1 | 0 | 0 | 4  | 0 |
| Fabian Burbano      | 1950-08-12 | CD Técnico Universitario | 0 | 2 | 0 |    |   |
| Ángel Vicuña        | 0000-00-00 | CD Técnico Universitario | 0 | 1 | 0 |    |   |
| Jesús Cardenas      | 1959-04-04 | Club Sport Emelec        | 0 | 1 | 0 |    |   |
| Antonio Arias       | 1957-08-17 | CD Universidad Católica  | 0 | 1 | 0 |    |   |
| Aanval              |            |                          |   |   |   |    |   |
| Mario Tenorio       | 1957-08-21 | Barcelona SC             | 5 | 0 | 0 |    |   |
| Lupo Quiñónez       | 1957-02-12 | Club Sport Emelec        | 4 | 1 | 1 | 5  | 1 |
| Eddie Valencia      | 1959-07-27 | Club 9 de Octubre        | 2 | 1 | 0 | 3  | 0 |
| Jorge Vinicio Ron   | 1958-02-06 | CD El Nacional           | 1 | 1 | 0 |    |   |
| Fernando Baldeón    | 1959-02-25 | Deportivo Quito          | 1 | 0 | 0 | 1  | 0 |
| Carlos Quinteros    | 1960-05-16 | Club Sport Emelec        | 1 | 0 | 0 | 1  | 0 |
| Fabian Pazymiño     | 1953-03-16 | CD El Nacional           | 0 | 1 | 0 |    |   |

FEF · A-internationals · Bondscoaches · Selecties · Statistieken · Ecuadoraans vrouwenelftal · Olympisch elftal · Ecuador U21 · Ecuador U20 · Ecuador U18 · Ecuador U17
1938 – 1949 ·
1950 – 1959 ·
1960 – 1969 ·
1970 – 1979 ·
1980 – 1989 ·
1990 – 1999 ·
2000 – 2009 ·
2010 – 2019 ·
2020 − 2029
WK 2002 · 
WK 2006 · 
WK 2014
1938 · 
1939 · 
1940 · 
1941 · 
1942 · 
1943 · 1944 · 
1945 · 
1946 · 
1947 · 
1948 · 
1949 · 
1950 · 1951 · 1952 · 
1953 · 
1954 · 
1955 · 
1956 · 
1957 · 
1958 · 
1959 · 
1960 · 
1961 · 1962 · 
1963 · 
1964 · 
1965 · 
1966 · 
1967 · 1968 · 
1969 · 
1970 · 
1971 · 
1972 · 
1973 · 
1974 · 
1975 · 
1976 · 
1977 · 
1978 · 
1979 · 
1980 · 
1981 · 
1982 · 
1983 · 
1984 · 
1985 · 
1986 · 
1987 · 
1988 · 
1989 · 
1990 · 
1991 · 
1992 · 
1993 · 
1994 · 
1995 · 
1996 · 
1997 · 
1998 · 
1999 · 
2000 · 
2001 · 
2002 · 
2003 · 
2004 · 
2005 · 
2006 · 
2007 · 
2008 · 
2009 · 
2010 · 
2011 · 
2012 · 
2013 · 
2014 · 
2015 · 
2016 · 
2017 ·
2018 ·
2019 ·
2020 ·
2021 ·
2022
Argentinië ·
Armenië ·
Australië ·
Bolivia · 
Brazilië ·
Bulgarije ·
Canada ·
Chili ·
Colombia ·
Costa Rica ·
Cuba ·
Denemarken ·
DDR ·
Duitsland ·
El Salvador ·
Engeland ·
Estland ·
Finland ·
Frankrijk ·
Griekenland ·
Guatemala ·
Haïti ·
Honduras ·
Ierland ·
Irak ·
Iran ·
Italië ·
Jamaica ·
Japan ·
Joegoslavië ·
Jordanië ·
Kaapverdië ·
Koeweit ·
Kroatië · 
Libanon ·
Mexico ·
Nederland ·
Nigeria ·
Noord-Macedonië ·
Oeganda ·
Oman ·
Panama ·
Paraguay ·
Peru ·
Polen ·
Portugal ·
Qatar ·
Roemenië ·
Saoedi-Arabië ·
Schotland ·
Senegal ·
Spanje ·
Trinidad en Tobago ·
Turkije · 
Uruguay ·
Venezuela ·
Verenigde Staten ·
Wit-Rusland ·
Zambia ·
Zuid-Afrika ·
Zuid-Korea ·
Zweden ·
Zwitserland
Costa Rica (2006) · 
Duitsland (2006) · 
Engeland (2006) · 
Frankrijk (2014) · 
Honduras (2014) · 
Nederland (2022) · 
Polen (2006) · 
Qatar (2022) · 
Zwitserland (2014)